# Herstmonceux
Herstmonceux ist ein Dorf in der Grafschaft East Sussex im Südosten von England, in der Nähe von Hailsham.

## Name
Der Name Herstmonceux leitet sich ab vom angelsächsischen hyrst, was einen bewaldeten Hügel bezeichnet, und dem Namen der Familie Monceux, die im 12. Jahrhundert die dortigen Grundherren waren.

## Verwaltung
Das Dorf, welches früher den Namen Gardner Street führte, ist Teil der Gemeinde Herstmonceux, zu der auch das Herstmonceux Castle, das Dorf Cowbeech und eine Reihe kleinerer Weiler wie Foul Mile, Trolliloes, Cowbeech Hill, Stunts Green, Ginger's Green Flowers Green und ein Teil des Windmill Hill gehören.

## Sehenswürdigkeiten
Herstmonceux Castle (gut drei Kilometer südöstlich) war von 1958 bis 1990 Sitz des Royal Greenwich Observatory. Es beherbergt jetzt das International Study Centre der Queen’s University, Kingston, Kanada, wodurch die Region einen Zustrom kanadischer und internationaler Studierender erhält. Auf dem Gelände sind ebenfalls das Observatory Science Centre mit den Teleskopen des ehemaligen Observatoriums und das Herstmonceux Medieval Festival beheimatet.
Das Schloss wird überragt von der Allerheiligenkirche mit ihrem Turm aus dem 12. Jahrhundert und dem Kirchenschiff aus dem 13./14. Jahrhundert. Die Herstmonceux Congrational Church liegt gerade außerhalb des Dorfes in Richtung des Schlosses und wurde im Jahr 1811 errichtet und steht heute unter Denkmalschutz.
Die Gegend von Herstmonceux war bekannt für ihre Schwingen (en: trugs), flache geflochtene Körbe in einem Eschen- oder Kastanienholzrahmen. Diese Tradition wird auch heute noch von einigen Einwohnern fortgeführt.

## Personen
- General David J. Richards, 2010 bis 2013 Chief of the Defence Staff, wurde 2014 als Baron Richards of Herstmonceux zum  Life Peer erhoben und damit Mitglied des House of Lords.